# Antiwar.com

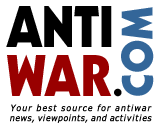

Antiwar.com ist eine Webseite, die sich laut eigener Angaben gegen Angriffskriege, Imperialismus und, in diesem Zusammenhang, gegen Angriffe auf die Freiheit widmet. Die Redakteure beschreiben ihre politische Ausrichtung als libertär. Die Seite ist seit Dezember 1995 das Hauptprojekt des Randolph Bourne Institutes mit Sitz in Atherton, Kalifornien. 
Zu den regelmäßigen oder wiederkehrenden Schreibern gehören:
- Justin Raimondo
- Philip Giraldi
- Michael Scheuer
- Ron Paul
- Alexander Cockburn
- Cindy Sheehan
- John Pilger
- Jonathan Cook
- Juan Cole
- Kathy Kelly
- Noam Chomsky
- Norman Solomon
- Pat Buchanan
- Paul Craig Roberts
- Robert Fisk